# Kaljo Raid
Kaljo Raid (* 4. März 1921 in Tallinn; † 21. Januar 2005 in Richmond Hill) war ein estnischer Komponist, der nach seiner Emigration in Kanada als Pastor der estnischen Baptistengemeinde wirkte.

## Leben und Werk
Raid studierte an der Estnischen Musikakademie Tallinn bei Heino Eller. 1944, im Jahr seines Studienabschlusses, spielte das Orchester der Estnischen Rundfunkgesellschaft seine 1. Sinfonie. Noch im gleichen Jahr zwangen ihn die Ereignisse des Zweiten Weltkrieges zur Emigration, zunächst nach Schweden. 1945 begann er ein Theologiestudium in Stockholm, das er 1946 bis 1949 in den USA an der Andover Newton Theological School in Newton Centre (Massachusetts) fortsetzte. In den USA nahm er außerdem Unterricht bei Jacques Ibert und Darius Milhaud und unterrichtete Musik am Bethel College in St. Paul. 1954 übersiedelte Raid nach Kanada und war dort bis 1989 Pastor an der Estonian Baptist Church in Toronto. Etliche Jahre fungierte er als Chairman der Union of Estonian Baptist Abroad und war an regelmäßigen Rundfunksendungen für Esten in aller Welt beteiligt. Ausgedehnte Reisen führten ihn unter anderem nach Australien, Südamerika und Israel.
Nach der Pensionierung 1989 widmete sich Raid wieder vermehrt der Musik. Sein kompositorisches Werk umfasst unter anderem 4 Sinfonien. 1993 vollendete er die dem Leben des frühchristlichen Märtyrers Polycarp gewidmete Oper Fiery Chariots. Auf Bitte des Dirigenten Neeme Järvi komplettierte er die Orchestrierung des 1. Satzes der von seinem älteren Landsmann Eduard Tubin als Fragment hinterlassenen 11. Sinfonie.